# Johan Edfors
Johan Edfors (Varberg, 10 oktober 1975) is een Zweeds golfprofessional.

## Amateur
In zijn jeugdjaren speelde Edfors op de Kungsbacka Golf Club in Halland. Hij studeerde aan de Universiteit van Texas in San Antonio met een studiebeurs voor golf, en speelde twee jaar in het universiteitsteam met Barry Denton als coach.  

## Professional
Nadat hij in 1997 professional werd, speelde hij enkele jaren op de Challenge Tour. 

In 2003 won hij het Zambia Open. Toen hij ook nog het  Fortis Dutch Challenge Open in Purmerend won, won hij de Order of Merit en verdiende een spelerskaart voor de Europese Tour 2004. In 2005 verloor hij zijn kaart, maar haalde op de Qualifying School een nieuwe kaart voor 2006. 
In 2006 behaalde hij drie overwinningen op de Europese PGA Tour. Hij kwam in de Top-50 op de wereldranglijst, en op de Europese lijst eindigde hij in de Top-10. Daarna moest Edfors drie jaar wachten op een volgende overwinning. In 2009 was hij de beste in de Black Mountain Masters op de Aziatische PGA Tour.

### Overwinningen
| Jaar | Toernooi                              | Tour                                     |
| ---- | ------------------------------------- | ---------------------------------------- |
| 2002 | Telia Grand Opening                   | Telia Tour (Nordic League)               |
| 2003 | Stanbic Zambia Open                   | Challenge Tour en Sunshine Tour          |
| 2003 | Fortis Challenge Open                 | Challenge Tour                           |
| 2006 | TCL Classic                           | Europese PGA Tour en Aziatische PGA Tour |
| 2006 | Quinn Direct British Masters          | Europese PGA Tour                        |
| 2006 | The Barclays Scottish Open            | Europese PGA Tour                        |
| 2009 | Black Mountain Masters                | Aziatische PGA Tour                      |
| 2013 | Black Mountain Invitational by Nordea | Nordea Tour (Nordic League)              |
| 2014 | Shankai Classic                       | Challenge Tour                           |
| 2016 | Terre dei Consoli Open                | Challenge Tour                           |

### Resultaten op deMajors
| Major                 | 2006 | 2007 | 2008 | 2009 | 2010 | 2011 | 2012 | 2013 | 2014 | 2015 | 2016 | 2017 | 2018 | 2019 | 2020 |
| --------------------- | ---- | ---- | ---- | ---- | ---- | ---- | ---- | ---- | ---- | ---- | ---- | ---- | ---- | ---- | ---- |
| Masters Tournament    |      | CUT  |      |      |      |      |      |      |      |      |      |      |      |      |      |
| U.S. Open             |      | CUT  | CUT  | T27  |      | T19  |      |      |      |      |      |      |      |      |      |
| The Open Championship | CUT  | CUT  | CUT  | T52  |      |      |      |      |      |      |      |      |      |      |      |
| PGA Championship      | CUT  | CUT  |      | CUT  |      | T39  |      |      |      |      |      |      |      |      |      |

CUT = miste de cut halverwege

## Trivia
Toen Puma met zijn kleding de golfwereld in wilde, werd Edfors als gezicht voor de Europese markt gekozen. 